# Parafia Św. Mikołaja Biskupa w Krześlinie
Parafia św. Mikołaja w Krześlinie – parafia rzymskokatolicka w Krześlinie.

## Historia
Pierwszy kościół w Krześlinie powstał w XVI w. Obecny kościół parafialny, w stylu barokowym, został wybudowany w latach 1730–1740. Został uposażony przez Marka Butlera i Wiktoryna Kuczyńskiego i oddany Dominikanom, a w 1743 przejęty przez Bernardynów. Klasztor został zamknięty przez rząd rosyjski w 1864.
Parafia erygowana w 1910 z parafii św. Marii Magdaleny w Suchożebrach.
Do parafii należą wierni z miejscowości: Kownaciska, Krześlin, Krześlinek, Rzeszotków oraz Strusy.